# Карл Токо Екамбі
Карл Токо Екамбі (фр. Karl Toko Ekambi, нар. 14 вересня 1992, Париж, Франція) — камерунський футболіст, нападник національної збірної Камеруну та французького «Ренна».

## Клубна кар'єра
У дорослому футболі дебютував 2010 року виступами за команду клубу «Париж», яка грала в Національному чемпіонаті (третій дивізіон).
2014 року уклав контракт з клубом Ліги 2 «Сошо», у складі якого провів наступні два роки своєї кар'єри гравця. Більшість часу, проведеного у складі «Сошо», був основним гравцем атакувальної ланки команди. Обидва сезони був найкращим бомбардиром свого клубу з 14 та 11 голами відповідно.
У липні 2016 року перейшов до клубу Ліги 1 «Анже» за 1 мільйон євро. У першому сезоні став гравцем основного складу та дійшов разом з клубом до фіналу Кубка Франції. У Лізі 1 2017/18 забив 17 голів у 37 матчах та ввійшов до десятки найкращих бомбардирів чемпіонату.
У липні 2018 перейшов до іспанського «Вільярреала». Вартість трансфера склала 18 мільйонів євро. У першому сезоні став найкращим бомбардиром свого клубу з 18 голами в 43 матчах у всіх змаганнях і дебютував в єврокубках, зігравши в Лізі Європи. У сезоні 2019/20 він став рідше виходити на поле через конкуренцію за місце в основному складі з Жераром Морено.
20 січня 2020 перейшов в оренду з правом викупу до французького «Ліона», щоб замінити травмованого Мемфіса Депая. Влітку «Ліон» скористався правом викупу футболіста.
26 січня 2023 року перейшов в оренду до французького «Ренну». Угода підписана до кінця поточного сезону.

## Виступи за збірну
2015 року дебютував в офіційних матчах у складі національної збірної Камеруну.
У складі збірної є переможцем Кубка африканських націй 2017 року у Габоні та був учасником Кубка африканських націй 2017 року в Єгипті.

### Голи за збірну
| Гол | Дата            | Стадіон                                  | Суперник | Гол | Результат | Змагання                 |
| --- | --------------- | ---------------------------------------- | -------- | --- | --------- | ------------------------ |
| 1.  | 3 вересня 2016  | «Лімбе», Лімбе, Камерун                  | Гамбія   | 2–0 | 2–0       | Кваліфікація до КАН-2017 |
| 2.  | 28 березня 2017 | «Едмонд Махтенс», Брюссель, Бельгія      | Гвінея   | 1–1 | 1–2       | Товариський матч         |
| 3.  | 14 червня 2019  | «Сауд бін Абдулрахман», Ель-Вакра, Катар | Малі     | 1–1 | 1–1       | Товариський матч         |

## Досягнення
- Чемпіон Африки: 2017
- Бронзовий призер Кубка африканських націй: 2021